# Alle meine Kinder
Alle meine Kinder (Originaltitel: The Torkelsons, ab 1993 Almost Home) ist eine amerikanische Sitcom, deren Erstausstrahlung von 1991 bis 1993 auf NBC lief. Die Serie wurde von Lynn Montgomery kreiert und handelt von einer alleinerziehenden Mutter und ihren Kindern. Die Erstausstrahlung der deutschsprachigen Fassung war im Jahr 1997 auf RTL.
Alle meine Kinder ist eine Produktion von Walt Disney Television und umfasst 33 Episoden in zwei Staffeln.

## Handlung und Figuren
Die bestimmte aber warmherzige Millicent Torkelson wurde von ihrem Ehemann verlassen und lebt in steten finanziellen Nöten mit ihren fünf Kindern in einer Kleinstadt bei Vinita, Oklahoma. Ihr ältestes Kind ist der Teenager Dorothy Jane, die ihre Probleme dem Mann im Mond anvertraut und so für den Zuschauer zur Erzählerin wird. Der sportliche Steven Floyd ist der Zweitälteste. Ruth Ann ist ein mutiges Mädchen und der jüngere Bruder Chuckie Lee ist fleißig und begabt in der Schule, sein Markenzeichen ist die riesige Brille. Das jüngste der Kinder ist Mary Sue. Ihr Untermieter ist Wesley Hodges, der die Familie Torkelson tatkräftig unterstützt.
In der zweiten Staffel zieht Millicent mit Dorothy Jane, Chuckie Lee und Mary Sue nach Seattle, wo sie in der Familie des verwitweten Brian Morgan eine Stelle als Kindermädchen antritt. Die Rollen von Steven Floyd und Ruth Ann wurden gestrichen und nicht mehr erwähnt. Millicent muss jetzt auf die verwöhnten Molly und Gregory aufpassen, die sich mit ihren eigenen Kindern überhaupt nicht verstehen.

## Ausstrahlung und Folgen
Die Premiere von The Torkelsons war am 21. September 1991 auf NCB, die letzte von 20 Folgen der ersten Staffel wurde am 13. Juni 1992 gesendet. Die Ausstrahlung der zweiten Staffel Almost Home begann am 6. Februar 1993 und endete mit der dreizehnten Folge am 12. Juni 1993. Die deutsche Synchronfassung wurde durchgehend unter dem Titel Alle meine Kinder gesendet. Zuerst wurden von April bis November 1997 31 Folgen auf RTL gezeigt, danach im Herbst 2000 alle 33 Folgen auf RTL II.
| Episode | Deutscher Titel             | Originaltitel               | Staffel und Folge im Original | Erstausstrahlung NBC |
| ------- | --------------------------- | --------------------------- | ----------------------------- | -------------------- |
| 1       | Nest der Bewährung          | Fence Neighbors             | 1-1                           | 21. September 1991   |
| 2       | Ab heute erwachsen          | For Love or Money           | 1-4                           | 12. Oktober 1991     |
| 3       | Blumen für den Mann im Mond | The Cotillion               | 1-2                           | 28. September 1991   |
| 4       | Küssen verboten             | A Kiss Is Still a Kiss      | 1-3                           | 5. Oktober 1991      |
| 5       | Hey Dad                     | Men Don’t Leave             | 1-7                           | 2. November 1991     |
| 6       | Riley, der Teenie-Schwarm   | Poetry in Motion            | 1-5                           | 19. Oktober 1991     |
| 7       | Männer im Haus              | Thanksgivingsomething       | 1-8                           | 24. November 1991    |
| 8       | Ein Amerikaner in Paris     | An American Almost in Paris | 1-6                           | 26. Oktober 1991     |
| 9       | Mitten ins Herz             | Return to Sender            | 1-9                           | 24. November 1991    |
| 10      | Verbotene Marmelade         | I Fought the Law            | 1-10                          | 1. Dezember 1991     |
| 11      | Eine Frage der Ehre         | A Sigh Is Just a Sigh       | 1-11                          | 8. Dezember 1991     |
| 12      | Mama geht zur Schule        | Educating Millicent         | 1-12                          | 22. Dezember 1991    |
| 13      | Die Eisprinzessin           | The Ice Princess            | 1-14                          | 12. Januar 1992      |
| 14      | Die zweite Chance           | Double Date                 | 1-13                          | 9. Januar 1992       |
| 15      | Wie Romeo und Julia         | Swear Not by the Moon       | 1-15                          | 19. Januar 1992      |
| 16      | Die Stimme aus dem Jenseits | Aunt Poison                 | 1-20                          | 13. Juni 1992        |
| 17      | Vater, Mutter, Kind         | The Egg and I               | 1-18                          | 23. Mai 1992         |
| 18      | Kirby gibt nicht auf        | Say Uncle                   | 1-16                          | 16. Februar 1992     |
| 19      | Willkommen zur Party        | It’s My Party               | 1-19                          | 30. Mai 1992         |
| 20      | Der lange Abschied          | The Long Goodbye            | 1-17                          | 2. Mai 1992          |
| 21      | Ortswechsel                 | New Moon                    | 2-1                           | 6. Februar 1993      |
| 22      | Alles hat seinen Preis      | To Date or Not to Date?     | 2-9                           | 10. April 1993       |
| 23      | Eine Nacht mit dem Feind    | Sleeping with the Enemy     | 2-3                           | 20. Februar 1993     |
| 24      | Die Doppelparty             | Duelling Birthdays          | 2-8                           | 3. April 1993        |
| 25      | Hühnchen im Hut             | Girls and Boy               | 2-2                           | 13. Februar 1993     |
| 26      | Ein Kumpel zum Knutschen    | The Dance                   | 2-10                          | 17. April 1993       |
| 27      | Der Filmstar                | You Ought to Be in Pictures | 2-11                          | 24. April 1993       |
| 28      | Die Fuchsjagd               | The Fox and the Hound       | 2-5                           | 6. März 1993         |
| 29      | Alle Zehne                  | Bowling for Daddies         | 2-13                          | 12. Juni 1993        |
| 30      | Die Wette                   | Winner Take Millicent       | 2-6                           | 20. März 1993        |
| 31      | Das Rock-Konzert            | Hot Ticket                  | 2-12                          | 5. Juni 1993         |
| 32      | Die krumme Tour             | To Jane Eyre Is Human       | 2-7                           | 27. März 1993        |
| 33      | Poesie und Basketball       | Is That All There Is?       | 2-4                           | 27. Februar 1993     |